# Noch Besserwissen – Die große Show des unnützen Wissens
Noch Besserwissen – Die große Show des unnützen Wissens ist eine Promi-Rateshow, die ab dem 7. August 2007 (damals unter dem Titel Besserwisser – Die große Show des unnützen Wissen), dienstags bei ProSieben zu sehen war. Moderiert wurde die Show von Oliver Welke.

## Spielverlauf
In der Show bekamen Prominente Fragen aus verschiedenen Wissensgebieten des „unnützen Wissens“ gestellt. Es gab vier Wissensgebiete pro Sendung, die mit einem Kurzfilm eingeleitet wurden, in dem je drei wissenswerte Fakten genannt wurden.
Die Prominenten mussten anschließend je zwei Fragen beantworten, indem sie aus drei verschiedenen Antwortmöglichkeiten auswählten. Pro richtiger Frage gab es 20 IQ-Punkte.
Experte für alle Fragen war der österreichische Journalist und Schriftsteller Christian Ankowitsch, der in kurzen Einspielern die Fragen beantwortete und weitere Informationen gab.
Die Sendung endete immer mit einem Finale des Punktbesten gegen Professor Czimp (erste Staffel) oder wechselnde Gegner (zweite Staffel).

## Besserwisser
Nachdem die ersten Folgen bereits im Jahr 2006 produziert und mehrmals verschoben wurden, startete am 7. August 2007 die erste Staffel unter dem Namen Besserwisser – Die große Show des unnützen Wissen dienstags auf ProSieben. Prominente Gäste waren u. a. Oliver Kalkofe (als ständiges Mitglied) und andere. Der Spieler mit den meisten Punkten musste am Ende gegen den hochbegabten und fast unschlagbaren Professor Czimp antreten.
Die Sendung wurde wegen mangelnder Einschaltquoten nach drei Folgen aus dem Programm genommen und durch Survivor ersetzt.

### Prominente Mitspieler
- Elton
- Sky du Mont
- Loretta Stern
- Ingo Appelt
- Lou Richter
- Julia Stinshoff
- Hennes Bender

## Noch Besserwissen
Ab dem 8. April 2008 strahlte ProSieben dienstags die neuen Folgen der zweiten Staffel aus. Um die Sendung dieses Mal länger zu halten, wurde das Showkonzept leicht geändert, z. B. trug die Sendung nun offiziell den Titel Noch Besserwissen. Ingo Appelt und Oliver Kalkofe waren ständige Mitspieler. Als Gäste spielten wieder viele Prominente der ersten Staffel mit, aber auch neue (siehe unten). Auch die Spielregeln wurden leicht geändert: Professor Czimp trat als neuer Kandidatenjoker auf, der die Punkte des schlechtesten Spielers verdoppeln konnte. Das Finale wurde gegen wechselnde "Prominente" gespielt. 
| - Ruth Moschner - Nils Julius - Max Giermann - Christian Clerici - Johanna Klum - Fatih Çevikkollu - Verena Wriedt - Simon Gosejohann | - Die Meisterin im "Seeschneckenweitspucken" Edith Krotz - Gülcan Kamps - Menderes Bağcı - "Miss Barbie" Angela Vollrath - Carsten Spengemann - der mehrfache Bart-Weltmeister Jürgen Burkhardt - Alexander Mundt, der Gründer des größten Dieter-Bohlen-Fanclubs - "Miss Tuning" 2007 Silvia Hauten |

### Ausstrahlung und Einschaltquoten
Eine unvollständige Auflistung gemessener Einschaltquoten und Marktanteile veranschaulicht folgende Tabelle:
| Datum          | Zuschauer | Zuschauer       | Marktanteil | Marktanteil     | Quellen |
| Datum          | Gesamt    | 14 bis 49 Jahre | Marktanteil | Marktanteil     | Quellen |
| Datum          | Gesamt    | 14 bis 49 Jahre | Gesamt      | 14 bis 49 Jahre | Quellen |
| -------------- | --------- | --------------- | ----------- | --------------- | ------- |
| 8. April 2008  | 1,34 Mio. | 1,03 Mio.       | 5,7 %       | 9,8 %           | [ 3 ]   |
| 15. April 2008 | 1,15 Mio. | –               | 5,4 %       | 9,5 %           | [ 4 ]   |
| 29. April 2008 | 1,19 Mio. | –               | 5,3 %       | 8,9 %           | [ 5 ]   |

## Professor Czimp
Laut Moderator Welke und den Prominenten ist der Schimpanse Professor Czimp ein besonders Hochbegabter (IQ 160) Universalgelehrter, der in zahlreichen Fachrichtungen promoviert hat.
Tatsächlich ist er eigentlich ein weiblicher Schimpanse, heißt Sina und stammt aus der Filmtierschule Simbeck im Schwabenpark. Laut ProSieben sollte sie eigentlich während der Show Hemden tragen, fraß aber immer die Knöpfe und musste deshalb einen Pullover anziehen.

## IQ-Stufen
In der Sendung kann jeder Kandidat durch richtiges Beantworten der Fragen IQ-Punkte erwerben. Bei Einblendung der Zwischenstände wird angezeigt, welchem angeblichen Äquivalent die bisher erreichte Punktzahl entspricht. Besonders die unteren Punktestände haben wechselnde und meist abwertende und/oder humorvolle Bezeichnungen wie etwa die Zuordnung von 20 IQ-Punkten zu "abgelaufenem Jogurt". Ein Beispiel stellt folgende Tabelle dar:
| IQ  | Stufe                          |
| --- | ------------------------------ |
| 0   | Silberfischchen                |
| 20  | Glas warmes Wasser             |
| 40  | Gesichtswurst                  |
| 60  | Leitplankentester              |
| 80  | Bananenbieger                  |
| 100 | Durchschnitt                   |
| 120 | Hochbegabter                   |
| 140 | Dr. Ankowitsch                 |
| 160 | Professor Czimp                |
| 200 | Einstein                       |
| 240 | Der geheimnisvolle Finalgegner |